# Liste der Äbte von Prémontré
Dieser Artikel listet chronologisch die Äbte von Prémontré (1128–1790) auf, die ex officio zugleich Generaläbte des gesamten Prämonstratenserordens in der Funktion eines Generaloberen waren.
- 1128–1161: Hugo von Fosses
- 1161–1171: Philipp I. von Reims
- 1171–1171: Johann I. von Brienne
- 1171–1174: Odon
- 1174–1189: Hugo II.
- 1189–1191: Robert I.
- 1191–1195: Walter
- 1195–1201: Pierre I. de Saint-Médard
- 1201–1203: Baudouin
- 1203–1204: Vermond
- 1204–1206: Wilhelm I. von Saint-Omer
- 1206–1209: Robert II.
- 1209–1220: Gervais d’Angles
- 1220–1233: Conrad Suève
- 1233–1238: Wilhelm II. d’Angles
- 1238–1242: Hugo III. d’Hirson
- 1242–1242: Nicolas Hailgrin
- 1242–1247: Conon
- 1274–1269: Johann II. de Rocquigny
- 1269–1278: Guerric
- 1278–1281: Gilles van Biervliet
- 1282–1287: Guy
- 1287–1288: Robert III.
- 1288–1304: Guillaume III. de Louvignies
- 1304–1327: Adam I. de Crécy
- 1327–1333: Adam II. de Wassignies
- 1333–1339: Jean III. de Châtillon
- 1339–1352: Jean IV. Le Petit de Saint-Quentin
- 1352–1367: Jean V. de Roigny
- 1368–1368: Stéphane
- 1368–1381: Pierre II. de Froidsaints
- 1381–1391: Jean VI. de Marle
- 1391–1409: Jean VII.
- 1409–1423: Pierre III. d’Hermi
- 1423–1436: Jean VIII. de Marle
- 1436–1443: Jean IX. de La Fère
- 1443–1449: Pierre IV. Rodier
- 1449–1458: Jean X. Aguet
- 1458–1470: Simon de La Terrière
- 1470–1497: Hubert I. de Monthermé
- 1497–1512: Jean XI. de L’Ecluse
- 1512–1512: Jean XII. Evrard
- 1512–1531: Jean XIII. Bachimont
- 1531–1533: Virgile de Limoges
- 1533–1533: Michel I. Coupson
- 1533–1562: Kardinal François I. de Pise (Kommendatarabt)
  - Jean de Folembray, Abt von Clairefontaine (1533–1537) (Generalvikar)
  - Josse Coquerel, Abt von Saint-Just (1537–1562) (Generalvikar)
- 1562–1573: Kardinal Hippolyte d’Este (Kommendatarabt)
  - Gilbert Tournebulle, Abt von Moncetz (1565–1569) (Generalvikar)
  - Antoine Visconti, Abt von Saint-Martin de Laon (1569–1573) (Generalvikar)
- 1573–1596: Jean XIV. Des Pruets
- 1596–1613: François II. de Longpré
- 1613–1635: Pierre V. Gosset
- 1635–1636: Pierre VI. Desban
- 1636–1642: Kardinal Armand-Jean du Plessis (Kommendatarabt)
- 1643–1644: Simon Raguet
- 1645–1666: Augustin I. Le Scellier
- 1667–1702: Michel II. de Colbert-Terron
- 1702–1702: Philippe II. Celers
- 1702–1740: Claude-Honoré-Luc de Muin
- 1740–1741: Augustin II. de Rocquevert
- 1741–1757: Bruno Bécourt
- 1758–1769: Antoine Parchappe de Vinay
- 1769–1780: Guillaume IV. Manoury
- 1780–1790: Jean-Baptiste L’Ecuy

Die Generaläbte der Prämonstratenser nach der Französischen Revolution sind unter Generaläbte der Prämonstratenser zu finden.